# Bur Sogn
Bur Sogn er et sogn i Ringkøbing Provsti (Ribe Stift).
I 1800-tallet var Vemb Sogn og Bur Sogn annekser til Gørding Sogn. Alle 3 sogne hørte til Hjerm Herred i Ringkøbing Amt. Gørding-Vemb-Bur sognekommune blev ved kommunalreformen i 1970 indlemmet i Ulfborg-Vemb Kommune, der ved strukturreformen i 2007 indgik i Holstebro Kommune.
I Bur Sogn ligger Bur Kirke.
I sognet findes følgende autoriserede stednavne:
- Bur (bebyggelse)
- Nygårde (bebyggelse)
- Vester Bur (bebyggelse)
- Øster Bur (bebyggelse)